# The Ratchet & Clank Trilogy HD
The Ratchet & Clank Trilogy, también conocido como The Ratchet & Clank Collection en América y Ratchet & Clank 1-2-3: Ginga * Saikyou Gorgeous Pack en Japón, es un videojuego de acción, plataformas y disparos recopilatorio, que contiene la primera trilogía aparecida originalmente en la consola PlayStation 2 (Ratchet & Clank, Ratchet & Clank 2: Going Commando y Ratchet & Clank 3: Up Your Arsenal) remasterizados en alta definición a 1080p, con modo multijugador en línea y soporte para trofeos, disponible para PlayStation 3. Este recopilatorio da tributo al décimo aniversario de la serie Ratchet & Clank.
Fue puesto a la venta en Europa el 27 de junio de 2012.  El recopilatorio está disponible para su venta en formato Blu-ray y en formato digital mediante PlayStation Network. En este último servicio de descargas, se puede adquirir el recopilatorio completo o descargar los títulos por separado.

## Videojuegos incluidos

### Ratchet & Clank
Es el primer videojuego de la serie, lanzado originalmente en noviembre de 2002 para PlayStation 2. En él se relata la historia de cómo se conocieron este par de héroes. Ratchet es un Lombax, una raza ficticia alienígena similar a un felino. Es un amante de la mecánica. Clank es un robot que fue construido en una fábrica de robots del Presidente Supremo Drek, pero según el ordenador, Clank salió defectuoso y se ordenó destruirlo. Clank consigue escapar en una nave y se estrelló en el planeta Veldin, donde vivía Ratchet. Ahí se conocieron y Clank le pide ayuda a Ratchet para detener al Presidente Supremo Drek, que pretende construir un nuevo planeta usando pedazos de otros planetas, con lo que conllevaría a la destrucción de vidas inocentes.

### Ratchet & Clank 2: Totalmente a tope
La segunda entrega, lanzada en noviembre de 2003 para PlayStation 2, cuenta la historia de como Ratchet y Clank, aburridos de no tener aventuras emocionantes en los últimos meses, son contratados por Abercrombie Fizzwidget, presidente de la Corporación Megacorp, para recuperar la «Protomascota», un ser viviente azul y peludo que planea vender como mascota por todo el universo, pero que ha sido secuestrado por un misterioso ladrón enmascarado. Ratchet y Clank conocerán a nuevos personajes como Ángela Cross, una Lombax de sexo femenino.

### Ratchet & Clank 3: Pon tu arsenal a tope
En la tercera parte, distribuida en noviembre de 2004 para PlayStation 2, Ratchet y Clank forman un comando junto con el Capitán Qwark y otros personajes de la serie llamado «Fuerza Q», para detener al malvado Doctor Nefarius, un antiguo ser vivo reconvertido en robot, que planea convertir a todos los seres vivos de la galaxia en robots, ya que considera a todo ser vivo como «blandengues».

## Desarrollo
Las conversiones para PlayStation 3 han corrido a cargo del estudio Idol Minds bajo supervisión de Ted Price y el equipo original de Insomniac Games para asegurar la mayor calidad posible, sin modificar en absoluto los trabajos originales. Los juegos corren de forma fluida a una resolución de 1080p, con algunas pequeñas ralentizaciones muy esporádicas que suceden en puntos muy concretos. Se han incluido soporte de trofeos para los tres juegos y se ha incluido el modo multijugador en línea original que poseía la tercera entrega.